# Expédition de Chaouia (1487)
Maroc portugais
L'Expédition de Chaouia eut lieu en 1487, lorsqu'une force portugaise débarqua à Anfa et pilla la région entre cette ville et Larache.

## Histoire
En 1487, le roi Jean II de Portugal a commencé à préparer une flotte pour mener une attaque surprise contre le Maroc, mais le plan a été abandonné,. Au lieu de cela, le roi décida de répondre à un appel que lui avait adressé Mawlāy Abū al-Ḥadjdjādj Yūsuf ibn Zayyān (« Mulei Befageja » en portugais), un proche parent du sultan wattasside, de mener une expédition punitive contre les habitants de Chaouia (Enxovia en portugais) entre Anfa et Larache, qui s'étaient révoltés.
L'expédition partit en août 1487 avec 150 cavaliers et 1 000 fantassins dont des arbalétriers et des arquebusiers, sous le commandement général de Dom Diogo Fernandes de Almeida, avec Dom João de Ataíde comme commandant en second,. Ils ont jeté l'ancre dans le port d'Anfa, détruit lors d'une précédente attaque en 1468, et Dom Diogo a envoyé des éclaireurs ou des espions à terre pour reconnaître les lieux.
Un certain nombre de cavaliers andalous ont rejoint les Portugais. Après avoir identifié un certain nombre de peuplements à l'intérieur des terres, les Portugais ont débarqué cette nuit-là et ont procédé à la dévastation des villages et des camps le long de la côte entre Anfa et une région au nord du fleuve Sebou et à cinq lieues au sud de Larache, que les Portugais identifièrent comme "Alagoas", tuant 900 et capturant 300, 400 ou 900 personnes, chevaux et bétail,,.